# Eldama Ravine
Eldama Ravine – miasto w Kenii, w hrabstwie Baringo. W 2019 liczyło 21,4 tys. mieszkańców. 